# تنگاب‌پزی

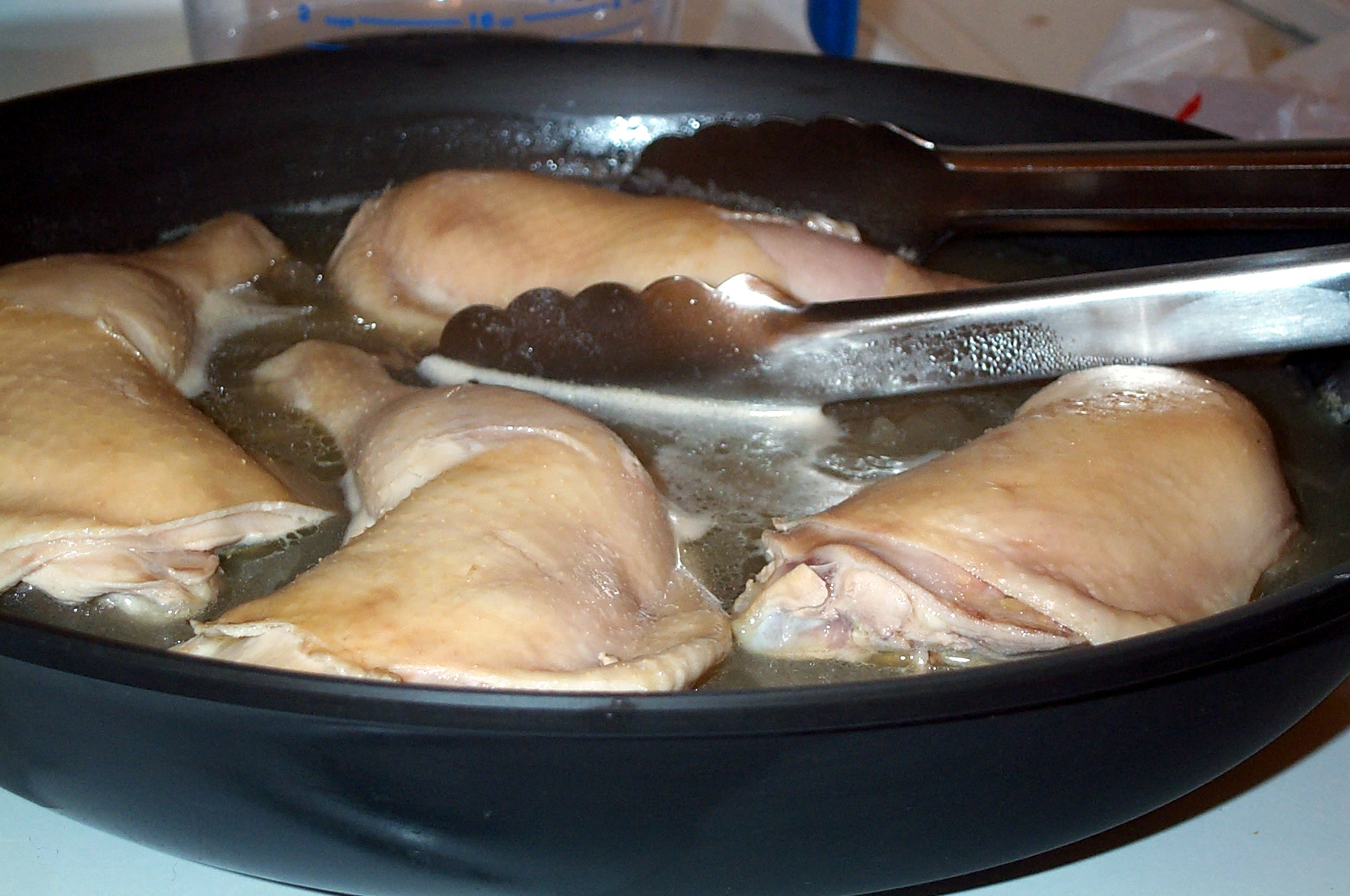
تنگاب‌پزی مرغ در تابه.

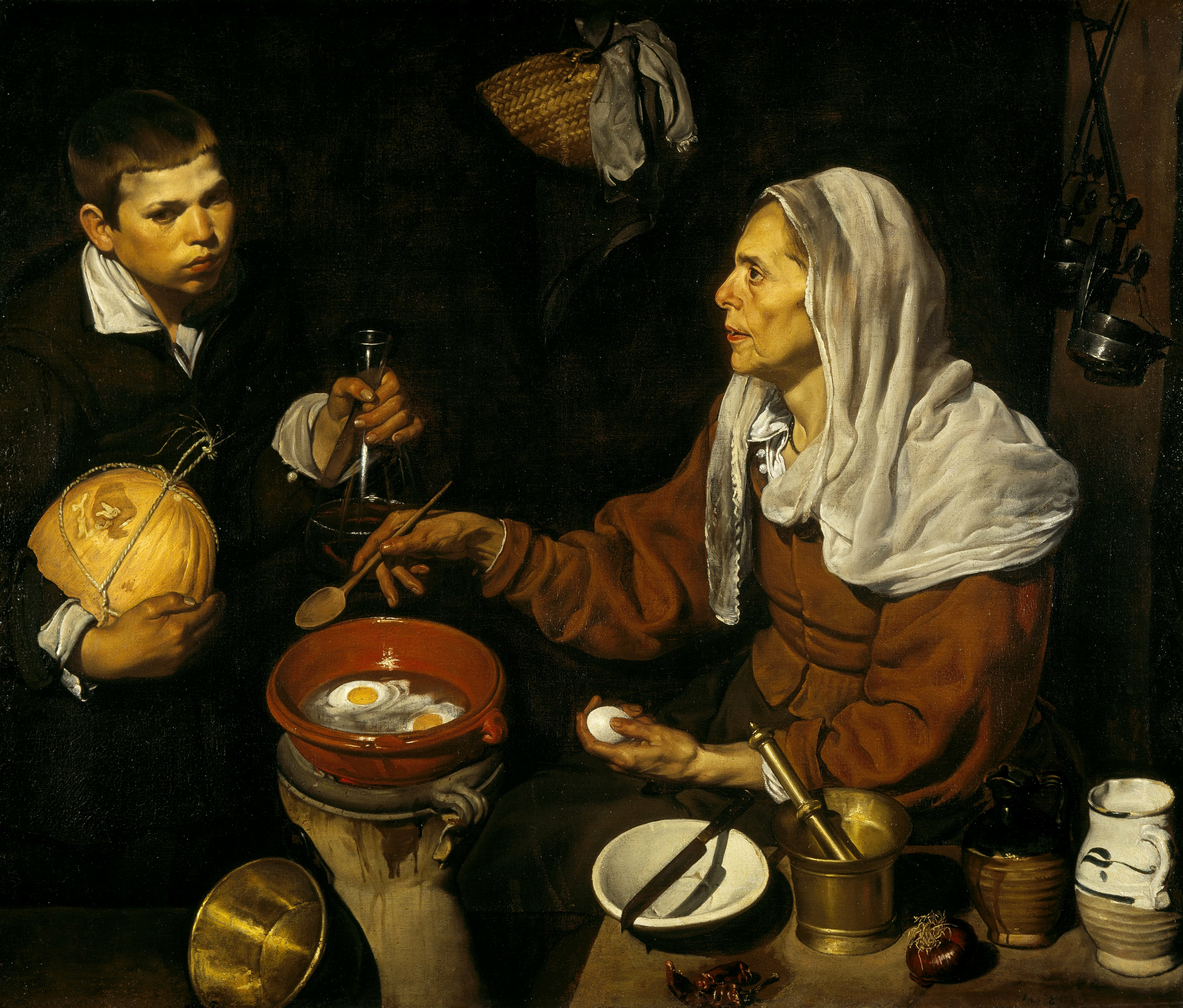
دیه‌گو ولاسکز: پیرزن در حال آماده کردن تخم‌مرغ تنگاب‌پز. حدود سال ۱۶۱۸.

تنگاب‌پزی (poaching) یکی از روش‌های پخت‌وپز بی روغن است که در آن آب کمی استفاده می‌شود. تنگاب‌پزی آرام پختن مواد غذایی در مایعات در پایین‌تر از نقطهٔ جوش آنها است به گونه‌ای که شکل‌شان حفظ شود. به عنوان مایعات تنگاب‌پزی، معمولاً از آب، سرکه، پایه سوپ یا شراب استفاده می‌شود.
تنگاب‌پزی به‌ویژه برای پختن تخم‌مرغ، ماهی، ماکیان و میوه مناسب است زیرا این اقلام شکننده و لطیف اند. تنگاب‌پزی هم‌چنین باعث می‌شود مزه این اقلام از بین نرود و برجا بماند. در کشورهای غربی به‌ویژه تخم‌مرغ تنگاب‌پز (poached egg) برای صبحانه آماده می‌شود که طرز تهیه آن این است که مقداری آب را به همراه سه قاشق چای‌خوری سرکه سفید در تابه می‌ریزند و می‌گذارند تا جوش بیاید. سپس گرمای اجاق را کم می‌کنند و با شعلهٔ کم هر تعداد تخم مرغ که مد نظر است در تابه می‌شکنند و سه دقیقه به آن زمان پخت می‌دهند. سپس با آب‌کش کوچک تخم‌مرغ‌ها را از تابه درمی‌آورند تا آبی داخل تخم‌مرغ‌ها باقی نماند.